# Конституция Южного Судана
Конституция Южного Судана (англ. Constitution of South Sudan) — наивысший правовой акт государства, заменивший промежуточную конституцию автономной области Южный Судан. Конституция была принята 7 июля 2011 года решением парламента страны и вступила в силу 9 июля этого же года после подписания президентом Салва Кииром.

## Конституция
Конституция Южного Судана установила независимость исполнительной, законодательной и судебной властей. Исполнительная власть принадлежит правительству, которое возглавляет президент. Законодательная власть возлагается на совет вилайятов и  парламент.